# Мира Андрејева
Мира Александровна Андрејева (рус. Мирра Александровна Андреева; рођена 29. април 2007) је руска тенисерка.
Најбољи пласман на ВТА листи у синглу јој је 6. место постигнуто 17. марта 2025. и 28. место у дублу, постигнуто 17. фебруара 2025. године.
Освојила је сребро у женским паровима на Олимпијским играма у Паризу 2024. са партнерком Дијаном Шнајдер. У марту 2025. године је освојила турнир у Индијан Велсу, победивши у финалу прву тенисерку света Арину Сабаленку.

## Медаље на Олимпијским играма
| Медаља | Датум           | Турнир                            | Подлога | Партнерка      | Противнице                | Резултат             |
| Сребро | 4. август 2024. | Олимпијске игре, Париз, Француска | Шљака   | Дијана Шнајдер | Сара Ерани Жасмин Паолини | 6 : 2, 1 : 6, [7:10] |